# Kajsa Dahlberg
Kajsa Dahlberg, född 1973 i Göteborg, är en svensk konstnär. Hon tog examen vid Malmö Konsthögskola 2003, bor och arbetar i Malmö samt New York. Dahlberg arbetar med video, text, och ljud, som undersöker hur berättande skapas och förmedlas i förhållande till censur, politisk representation, historia och identitet.
År 2007 hade hon en separatutställning vid Index i Stockholm. Hennes verk har visats på biennaler och grupputställningar runtom i världen, däribland den första Athenbiennialen 2007, tredje Pragbiennialen  2007, The Royal College of Art i London 2007, Momentum Nordic Biennial for Contemporary i Moss 2006, Sala Rekalde i Bilbao 2006, och Moderna museet i Stockholm 2004. 2008 gör Dahlberg "The studio program" på Whitney Independent Study Program i New York. Dahlberg finns representerad vid Moderna museet.